# 大營
大營，是臺灣臺南市新市區的一個傳統地域名稱，位於該區北部偏東。相較於今日行政區，其範圍大致包括大營里不含南部凸出部分的西半部、三舍里東部邊界地帶的中段及最北段、大社里北部凸出部分的西南端。
本地區境內主要聚落為大營、九間。

## 歷史
台灣日治初期，大營地區為一街庄，稱為「大營庄」（舊制街庄），隸屬於新化北里。該庄昔日北與灣裡街、座駕庄、小新營庄為鄰，東邊北側一小段與茄拔庄為鄰，東邊其餘部分及東南邊與大社庄為鄰，南邊為港仔墘庄，西南邊及西邊為三舍庄。
1901年（日治明治三十四年）11月11日，全台廢縣廳改設二十廳，該庄隸屬於臺南廳。1904年（明治三十七年）3月31日，該庄編入「新化里東區」，隸屬於臺南廳。1909年（明治四十二年）10月25日，全台合併二十廳為十二廳，新化里東區仍隸屬於臺南廳。1920年（大正九年）10月1日，全台地方制度大改正，廢十二廳改設五州二廳，該庄改制為「大營」大字，隸屬於臺南州新化郡新市庄（新制街庄）。
戰後新市庄改制為新市鄉，隸屬於臺南縣，大字亦改制為村。1950年（民國39年）10月25日，雲、嘉、南分治，新市鄉仍隸屬於臺南縣。2010年（民國99年）12月25日，臺南縣、市合併為直轄臺南市，新市鄉改制為新市區，村亦改制為里。

## 聚落
本地區發展較早的聚落為大營、九間，在日治初期的官方地圖上已有記載。

## 交通
台鐵縱貫線是台灣西部南北向鐵路幹線，經過本地區西部，並在北側邊界地帶設有南科車站。該站屬簡易站，僅停靠區間車；由此可前往台鐵沿線各站。
省道台1線又稱「縱貫公路」，是臺北至楓港的傳統平面幹道，經過本地區大營聚落東側及九間聚落。由該道路北行可前往善化區、官田區、六甲區、柳營區等地，南行可前往新市區新市市區東郊、永康區、東區/南區、仁德區等地。
區道南136線是九間至六社的道路，其西側端點（起點）位於本地區南部邊界外緣的省道台1線路口，由此向東南轉東北會經過本地區南部凸出部分的東南角。
區道南139線是大營至新市的道路，其北側端點（起點）位於本地區中部偏東、大營聚落東側的省道台1線路口，由此向西蜿蜒而行，穿過大營聚落後轉南會經過本地區南部的九間聚落，其中部分路段與省道台1線共線。
區道南140線是大營至明和的道路，其西側端點（起點）位於本地區中部、大營聚落內的區道南139線路口，由此向南南東出本地區邊界後轉東北東，會再度經過本地區東南端。

## 產業
- 統一企業新市廠